# Червено тигрово око
Червеното тигрово око е скъпоценен камък от групата на оксидите. Тигровото око се образува в резултат на силицификацията на агрегатите рибекит – крокидолит при хидротермални условия.
Цветът на самородните образци е жълто-кафяво-червен, а понякога бледосин. Наситеният му червен цвят се получава в резултат на топлинна обработка.
Твърдостта на тигровото око по скàлата на Моос е 7, но може да намалее, ако количеството на крокидолита е значително. В Китай са го наричали „камъкът на сбъднатите надежди“.
Плътността на червеното тигрово око е 2,65 g/cm³ но може да се увеличи, ако количеството на крокидолита е значително.
Находищата на червено тигрово око са в Република Южна Африка, Австралия, Индия, Бразилия и САЩ.
Червеното тигрово око е камъкът на зодия Близнаци.